# Pontianak
Pontianak és la capital de la província indonèsia del Kalimantan Oest a l'illa de Kalimantan, més coneguda a Occident com a Borneo. Fou fundada per Siarif Abduhrraman Alkadrí com a capital del Sultanat de Kalimantan el 23 d'octubre del 1771 o el 14 de Rajab del 1185 Hijriab, en el calendari islàmic. Es va desenvolupar com un port comercial al Delta del riu Kapuas. Té una superfície de 107,82 km². És anomenada la ciutat de l'equador, per tal com aquest passa per la ciutat, a menys de 3 km al nord del centre.

## Història

### Llegenda
El nom de la ciutat fa referència a uns fantasmes femenins que vivien al delta i que el sultà Siarif hauria foragitat. Per això cada Ramadà o festa important és celebrat amb salves de canó en honor d'aquell fet.

### Època colonial
El 1778 els colonialistes holandesos de Batavia (Nom colonial de Iakarta) entraren a Pontianak comandats per Willem Ardinpola i establiren una zona comercial davant el palau imperial. El 5 de juliol del 1779 arribaren a un acord amb el sultà per a fer servir el lloc com una àrea d'activitats per la corona holandesa.

## Geografia i administració
Situada geogràficament sobre l'equador, l'alçada mitjana és d'uns 0,5 a 1,5 metres sobre el nivell del mar. Així les seves construccions més antigues, històriques o precàries són edificades sobre palafits. El nucli urbà és separat pels tres braços del riu Kapas: El Besar, el Kecil i el Landek. La ciutat té un clima equatorial o clima tropical humit. La pluja és molt freqüent, amb una mitjana anual de 3.196 mm unes cinc vegades més que ciutats com Londres o Barcelona.

### Districtes i la seva població

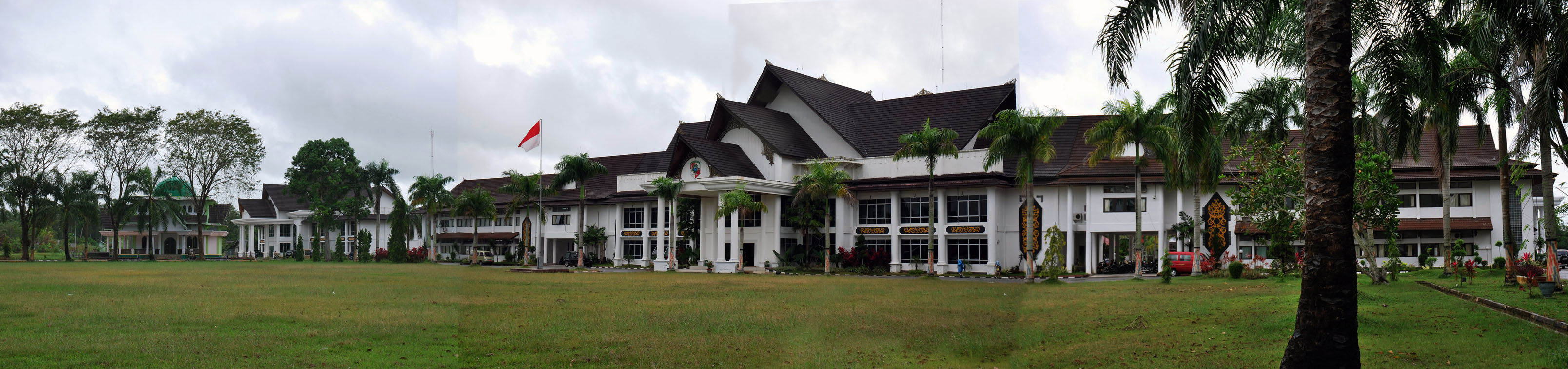
Ajuntament de Pontianak

- Est Pontianak 82.370
- Nord Pontinak 112.577
- Pontianak Centre 110.111
- Sud Pontianak 81.281
- Sud-Est Pontianak 44.856
- Oest Pontianak 123.019

## Demografia
La població estimada el Gener del 2014 era de 573.571 habitants. Pontianak és una ciutat multicultural. Tot i així, la seva comunitat nadiua i més important són els malais, així com el seu llenguatge, el malai de Pontianak, també utilitzat com a llengua franca. Altres grups ètnics són els thiongua/indonesis, o indonesis d'origen xinès, i daiaks. Altres minories importants són els bugis, javanesos i maduras.

## Economia
La economia de Pontianak és fonamenta en l'agricultura, la indústria i el comerç, així com els serveis.

### Indústria
La indústria dona feina a unes 3.300 persones, concentrada sobretot al nord de la ciutat. Relacionada amb la elaboració de cautxú i la indústria alimentària.

### Agricultura
Els cultius més importants són la mandioca, l'arròs, els nyams, la canya de sucre, les bananes i les pinyes. Els seus habitants també conreen les verdures i l'àloe vera, encara que d'una manera més casolana.

### Comerç i serveis
Moltes empreses nacionals minoristes s'han instal·lat a la ciutat, principalment en els conjunts comercials edificats per a aquest ús de Ayani Maga Mall i Mall Pontianak.

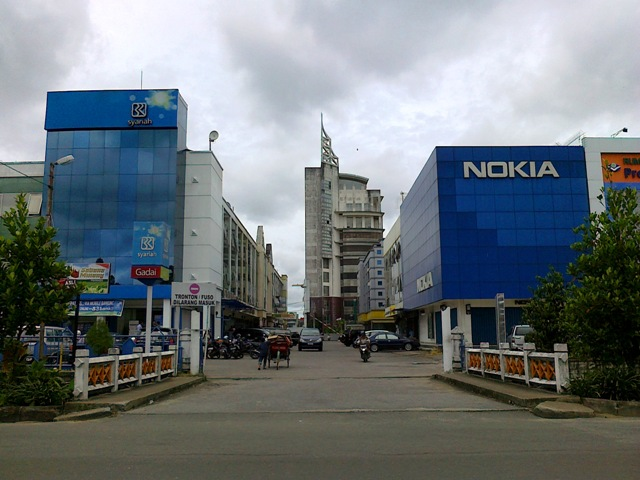
Mall Pontianak

## Educació
Pontianak és seu de la Universitat pública de Tanjung Pura, i d'altres universitats i centres privats com la Universitat Muhadmadiyah, Universitat Widiya Dharma, Universitat Panca Bhakti.

## Turisme
Pel seu marcat multi-culturalisme la ciutat celebra molts i diversos festivals al llarg de l'any, essent l'any nou lunar xinès i el Ramadà malai els més importants.
Al nord del centre de la ciutat es troba el monument a l'equador, on cada any pels volts de l'equinocci de primavera i de tardor hom pot situar-se al costat al pic de migdia i comprovar com en desapareix l'ombra, per tal com el sol és en una declinació de zero graus per sobre els caps.

## Transport
Com en moltes altres ciutats de Indonesia i el Sud-est asiàtic el transport més utilitzat és la motocicleta. La ciutat també disposa d'aeroport internacional.